# Solskenskaka
Solskenskaka är en traditionell svensk kompakt sockerkaka där ägg och socker vispas pösigt. Vidare tillsätts mjöl och flagad mandel strös ovanpå. Serveras med grädde.